# Oceanaspidiotus araucariae
Oceanaspidiotus araucariae är en insektsart som först beskrevs av Tsunamitsu Adachi och David Timmins Fullaway 1953. 
Oceanaspidiotus araucariae ingår i släktet Oceanaspidiotus och familjen pansarsköldlöss. Inga underarter finns listade i Catalogue of Life.